# Hrabstwo Sumner (Tennessee)
Hrabstwo Sumner (ang. Sumner County) – hrabstwo w stanie Tennessee w Stanach Zjednoczonych. Obszar całkowity hrabstwa obejmuje powierzchnię 543,12 mil² (1406,67 km²). Według szacunków United States Census Bureau w roku 2009 miało 158 759 mieszkańców.
Hrabstwo powstało w 1786 roku. 

## Miasta
- Gallatin
- Goodlettsville
- Hendersonville
- Millersville
- Mitchellville
- Portland
- Westmoreland[4]

## CDP
- Bethpage
- Bransford
- Castalian Springs
- Cottontown
- Fairfield
- Graball
- New Deal
- Oak Grove
- Shackle Island
- Walnut Grove[4]

| Populacja hrabstwa w poprzednich latach | Populacja hrabstwa w poprzednich latach |
| Rok                                     | Liczba ludności                         |
| --------------------------------------- | --------------------------------------- |
| 1980                                    | 84 643                                  |
| 1990                                    | 103 281                                 |
| 2000                                    | 130 449                                 |
| 2005                                    | 145 009                                 |